# Ildikó Ujlakiné-Rejtő
Ildikó Ságiné-Ujlakiné-Rejtő (* 11. Mai 1937 in Budapest als Ildikó Rejtő) ist eine ungarische Florettfechterin. Sie wurde gehörlos geboren und ist zweifache Olympiasiegerin und fünffache Weltmeisterin.
Ildikó Ujlakiné-Rejtő nahm zwischen 1960 und 1976 an allen Olympischen Spielen teil und konnte auch jedes Mal mindestens eine Medaille gewinnen. Ihre ersten Spiele, 1960 in Rom, an denen sie unter ihrem Geburtsnamen Ildikő Rejtő teilnahm, endeten mit einer Silbermedaille mit der Florettmannschaft und einem frühen Ausscheiden im Floretteinzel. Nach diesen Olympischen Spielen heiratete sie, weswegen sie an den Olympischen Spielen 1964 in Tokio unter dem Doppelnamen Ujlakiné-Rejtő geführt wurde. Dies wurden ihre erfolgreichsten Spiele, sowohl mit der Mannschaft, als auch im Einzel holte sie mit dem Florett die Goldmedaille. Vier Jahre später reichte es in Mexiko lediglich zu einer Silbermedaille im Mannschaftsflorett und einer Bronzemedaille im Einzel.
Nach den Olympischen Spielen 1968 in Mexiko heiratete sie erneut und wurde deshalb 1972 in München unter dem Namen Ságiné-Ujlakiné-Rejtő geführt, unter dem sie mit der Mannschaft im Florettfechten die Silbermedaille verteidigen konnte. Wiederum vier Jahre später, mittlerweile 39 Jahre alt, nahm sie noch einmal teil und konnte mit der Mannschaft die Bronzemedaille holen.
Rejtő nahm auch an den Weltmeisterschaften im Fechten teil. Im Einzelflorett wurde sie im Jahr 1963 Weltmeister und mit der Mannschaft in den Jahren 1956, 1962, 1967 und 1973.
1999 gewann sie in Siófok die Senioren-Weltmeisterschaften der über 60-Jährigen im Florett.